# St. Johannes der Täufer (Eppishofen)

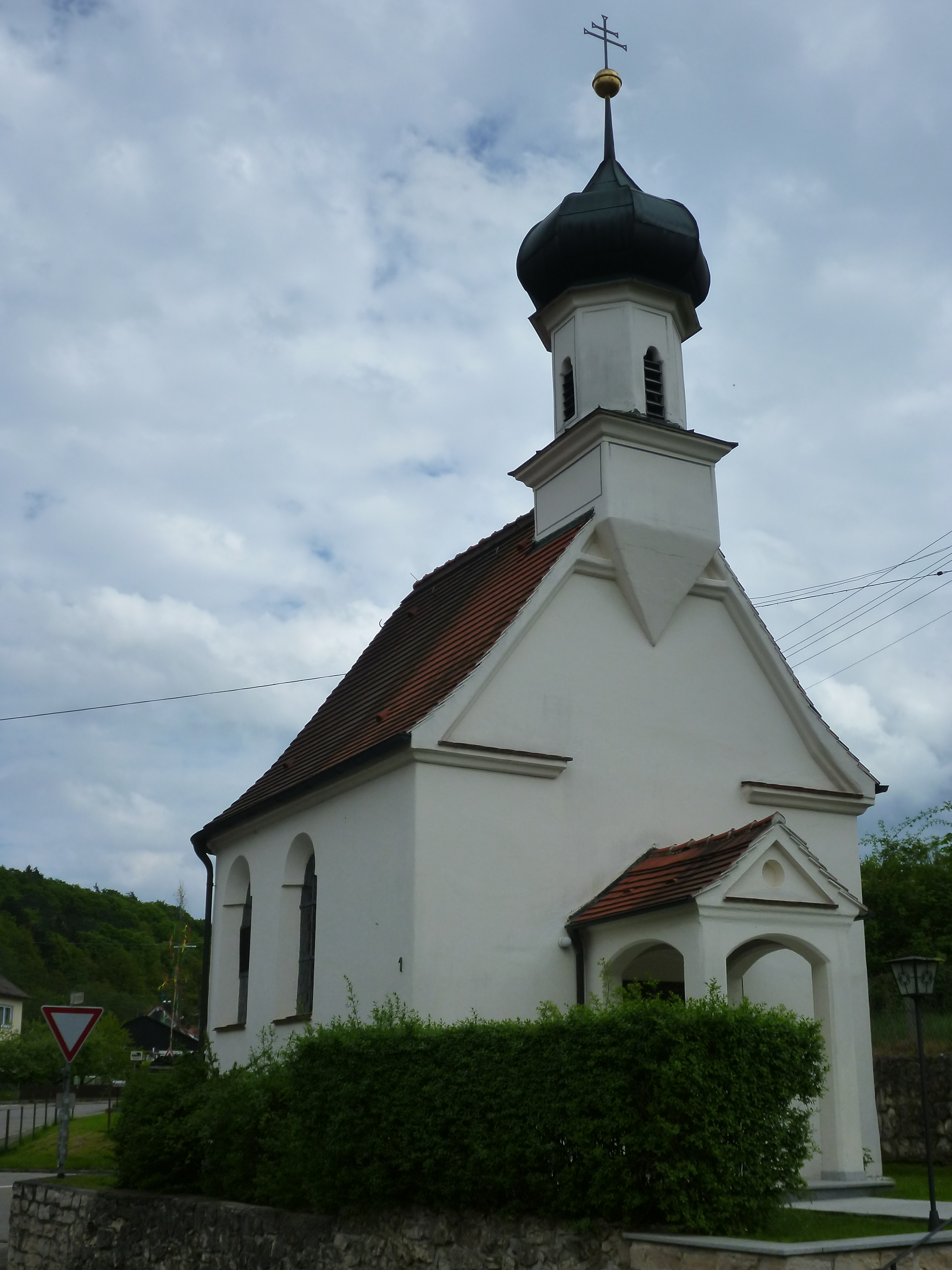
Kapelle St. Johannes der Täufer in Eppishofen

Die katholische Kapelle St. Johannes der Täufer in Eppishofen, einem Gemeindeteil von Altenmünster im Landkreis Augsburg im bayerischen Regierungsbezirk Schwaben, wurde 1760 errichtet. Die Kapelle an der Ortsstraße 1 ist ein geschütztes Baudenkmal.

## Beschreibung
Der Satteldachbau besitzt einen halbrunden Schluss und einen Dachreiter mit Zwiebelturm. Durch einen Vorbau betritt man die Kapelle.
Im Inneren ist eine reiche Stuckverzierung vorhanden. Die Fresken aus der Erbauungszeit, mit der Darstellung der Hl. Dreifaltigkeit, der Immaculata und des Johannes der Täufer, stammt wohl von Fridolin Kohler. Ein Holzkruzifix und eine Muttergottes werden um 1500 datiert. Der Wandaltar aus marmoriertem und vergoldetem Stuck stammt aus der Zeit um 1760.